# Strutbach (Brettach)
Der Strutbach ist ein weniger als einen Kilometer langer Bach im Gemeindegebiet von Mainhardt im Landkreis Schwäbisch Hall im nordöstlichen Baden-Württemberg, der zwischen dem Dorf Bubenorbis und dem Weiler Ziegelbronn der Gemeinde von links und Nordosten in die oberste Brettach mündet.

## Geographie

### Verlauf
Der Strutbach entsteht etwa hundert Meter südlich einer kleinen Wiesenlichtung im Wald Strut an der Gemarkungsgrenze zwischen den Teilgemarkungen Geißelhardt und Bubenorbis. Der Lauf beginnt in einer feuchten Niederung auf einer Höhe von etwa 480 m ü. NHN. Der Bach fließt nach Südwesten ab und staut sich manchmal hinter einem nach fünfzig Metern querenden Waldweg aus Richtung Bubenorbis nach Mainhardt-Lachweiler. Etwa einen Viertelkilometer nach dem Weg tritt er in die große Waldlichtung Greut aus, in der neben Wiesen auch einige Äcker an den recht gerade und fast ohne Gehölzbewuchs am Ufer nun nach Westsüdwesten ziehenden Graben des Baches grenzen. Nach 700 Metern beginnt eine letzte Strecke des Baches durch einen weniger als 150 Meter breiten Waldriegel, an dessen anderem Ende er, zuletzt als Seitengraben der K 2670, von links auf etwa 480 m ü. NHN in die oberste Brettach einfließt.
Der Strutbach mündet nach einem 0,8 km langen Lauf mit mittlerem Sohlgefälle von etwa 25 ‰ rund 21 Höhenmeter unterhalb seines Ursprungs. Mündungsnah verläuft er in einem locker bestandenen und feuchten Schwarzerlenwäldchen, das unter dem Namen Wiesenmoor als Naturdenkmal ausgewiesen ist.
Eine ältere topographische Karte zeigt einen verlandenden Stauteich des Namens Holzsee in der Mitte der großen durchlaufenen Lichtung Greut, von dem anscheinend nur der Damm eines querenden Wirtschaftsweges in der Mitte der Lichtung geblieben ist. Von einem weiteren, sehr kleinen Teich mit Abfluss über einen kurzen Bachlauf zum Strutbach, wo dieser fast schon das Ende dieser Lichtung erreicht hat, ist heute nurmehr ein Feuchtgebiet im Bereich des früheren Kleinteichs sowie der sehr kurze Mündungsstumpen des Ablaufs geblieben, während durch die Wiesenflur dazwischen heute kein offener Lauf mehr zieht.

### Einzugsgebiet
Das Einzugsgebiet des Strutbachs ist etwa 0,5 km² groß, von denen über zwei Drittel waldbestanden sind und  der übrige Teil in Lichtungen im Wald liegt, in denen die Wiesen dominieren. Es liegt innerhalb des Naturraumes der Schwäbisch-Fränkischen Waldberge im Unterraum Mainhardter Wald auf am Nordostrand bis zu 485 m ü. NHN und gehört in Gänze zur Gemeinde Mainhardt und weit überwiegend zu deren Teilgemarkung Bubenorbis.
Reihum grenzen die Einzugsgebiete der folgenden Nachbargewässer an:
- Im Nordwesten fließt in etwa gleicher Richtung der Teichfeldgraben etwas weiter aufwärts in die Brettach;
- jenseits der höchsten Wasserscheide im Nordosten liegt das Einzugsgebiet des Brunnenklingenbachs, der über die Ohrn oberhalb der Brettach den Kocher speist;
- im Osten liegt das Quellgebiet des anfangs Dorlesbach genannten Rötenbachs, dessen Abfluss über die Fichtenberger Rot noch viel weiter aufwärts den Kocher erreicht;
- im Süden läuft deren nächster Zufluss Krätenbach nun wiederum zur Brettach.

## Geologie
Das gesamte Einzugsgebiet liegt auf der Stubensandstein-Hochfläche (Löwenstein-Formation) des Mainhardter Waldes. Der Bach verläuft ab seinem Eintritt in die große Waldlichtung Greut in einem Schwemmlandband. Das erwähnte Naturdenkmal Wiesenmoor ist auch als Geotop ausgewiesen.

### LUBW
Amtliche Online-Gewässerkarte mit passendem Ausschnitt und den hier benutzten Layern: Lauf und Einzugsgebiet des Strutbachs

Allgemeiner Einstieg ohne Voreinstellungen und Layer: Daten- und Kartendienst der Landesanstalt für Umwelt Baden-Württemberg (LUBW) (Hinweise)
1. 1 2 3  Höhe nach dem Höhenlinienbild auf dem Hintergrundlayer Topographische Karte.
2. ↑  Länge nach dem Layer Gewässernetz (AWGN).
3. ↑  Einzugsgebiet abgemessen auf dem Hintergrundlayer Topographische Karte.
4. ↑  Schutzgebiete nach den einschlägigen Layern, Natur teilweise nach dem Layer Geschützte Biotope.
5. ↑  Früherer Holzsee, Kleinteich und Zulauf nach:
  - Meßtischblatt 6923 Sulzbach an der Murr von 1931 in der Deutschen Fotothek

### Andere Belege
1. ↑  Wolf-Dieter Sick: Geographische Landesaufnahme: Die naturräumlichen Einheiten auf Blatt 162 Rothenburg o. d. Tauber. Bundesanstalt für Landeskunde, Bad Godesberg 1962. → Online-Karte (PDF; 4,7 MB)
2. ↑  Geologie nach den Layern zu Geologische Karte 1:50.000 auf: Mapserver des Landesamtes für Geologie, Rohstoffe und Bergbau (LGRB) (Hinweise). Ein ähnliches Bild bietet die geologische Karte des Naturparks Schwäbisch-Fränkischer Wald 1:50.000, herausgegeben vom Landesamt für Geologie, Rohstoffe und Bergbau Baden-Württemberg, Freiburg i. Br. 2001.